# 维珀多夫
维珀多夫（德語：Wipperdorf，發音：[ˈvɪpɐdɔʁf]）是德国图林根州诺德豪森县曾经的一个市镇，面积18.31平方千米，2017年12月31日人口为1,368人。2019年1月1日，维珀多夫与另外7个市镇并入市镇布莱谢罗德。